# NGC 2262
NGC 2262 est un amas ouvert, situé dans la constellation de la Licorne. Il a été découvert par l'astronome germano-britannique William Herschel en 1786.
NGC 2262 est à environ 3 600 pc (∼11 700 al) du système solaire et les dernières estimations donnent un âge d'un milliard d'années. La taille apparente de l'amas est de 4,0 minutes d'arc, ce qui, compte tenu de la distance, donne une taille réelle maximale d'environ 13,7 années-lumière.
Selon la classification des amas ouverts de Robert Trumpler, cet amas renferme moins de 50 étoiles (lettre p) dont la concentration est forte (I) et dont les magnitudes se répartissent sur un intervalle moyen (le chiffre 2).